# توتا
توتا (20 يونيو 1974 في البرازيل - ) هو لاعب كرة قدم كوري جنوبي وبرازيلي في مركز الهجوم. لعب مع أتلتيكو باراناينسي وجمعية بورتوغيزا الرياضية وسوون سامسونغ بلووينغز وغريميو بورتو أليغرينزي ونادي بالميراس ونادي برازيليا ونادي جوفنتودي ونادي ساو كايتانو ونادي سول ونادي فلامنغو ونادي فلومينينسي ونادي فيتوريا ونادي فيغورينسي ونادي فينيزيا ونادي كوريتيبا ونادي 15 نوفمبر ‏ وEsporte Clube Flamengo ‏ وUnião Agrícola Barbarense Futebol Clube ‏ وResende FC ‏ وAssociação Esportiva Araçatuba ‏ وClube Atlético Taboão da Serra ‏ وأتلتيكو يوفنتوس ونادي ناوتيكو.

## روابط خارجية
- توتا على موقع دوري كوريا الجنوبية (الإنجليزية)
- توتا على موقع قاعدة بيانات كرة القدم.إي يو (الإنجليزية)